# Тангтонг Гялпо
Тангтонг Гялпо (1385 – 1464 или 1361 – 1485), също наричан Друбтоб Чагзампа или Цундру Зангпо е велик будистки учител – йогин, лекар, изкусен ковач, архитект и строител.

Известен е с построяването из цял Тибет и Бутан на 58 моста висящи на стоманени вериги, някои от които и до днес са в употреба. Той също така проектира и строи няколко ступи с твърде необичайна форма, включително великата ступа Кумбум в Ривоче, Тибет; създава манастира Деге Гончен в провинция Дерге; за него също се счита, че е бащата на тибетската опера. Активността му е свързана с три от линиите на тибетския будизъм: Шангпа Кагю, Нингма и Сакя.

## Биография
Тангтонг Гялпо е роден през 1385 г. (година на водния бик, шести цикъл) в Олпа Ларце, провинция горен Цанг.
Тангтонг Гялпо е известен с основаването на тибетската опера Аче Ламо и строителството на многобройни мостове, висящи на железни вериги, създадени за улеснение на пътуването на търговски кервани и поклонници през Хималаите.
Той основава артистична трупа от седем сестри, които пеят и танцуват и така успява да събере парите нужни за строежите. 
Тангтонг Гялпо също основава Гонгчен, голям манастир на традицията Сакя на тибетския будизъм с голям печатен център в Дерге в източнотибетската провинция Кхам. Тангтонг Гялпо отваря маршрута през земите на Конгпо (народа Ло), където открива желязо за своите мостове, а също установява правата на тибетските поклонници да посещават свещените места в Цари и на югоизток до Дакпо близо до индийската граница. 
За него се смята, че е направил 108 висящи моста (макар други източници да смятат 58 висящи моста и 118 „ферибота“ (салове за прекосяване на реки), и е най-почитаният човек в Ярлунг Цанпо или района на съвременния Чушу. На стенописи често е изобразяван с дълга бяла коса държащ няколко звена от верига за своите мостове.
Един от неговите мостове на стоманени вериги, моста Чакцам, на около 65 км от Лхаса, на река Ярлунг Зангпо все още е съществувал през 1948 г., макар и нуждаещ се от ремонт. По това време вече не е бил в употреба защото за целта вече използвали ферибот. Впоследствие старият мост е демонтиран и на стотина метра построяват нов. Описват средновековния му дизайн така: „две дебели вериги са привързани към тежки дървени греди под колоните, на върха на които които са окачени 12 стъпки (4 метра) въжета, висящи от веригата и държащи дървени дъски около ярд (или метър) дълги и оклоло стъпка (30 см) широки, позволяващо преминаването на един човек. Мостът е дълъг сто крачки.“
Тангтонг Гялпо основава своя собствена Будистка традиция (Танг Луг) в рамките на линията Шангпа Кагю. Основава традицията Чагзампа чрез комбинирането на традициите Шангпа Кагю и Джангтер или Северната Съкровищница от Нингма..

## Смърт
Казва се, че физическото тяло на Тангтонг Гялпо умира като „небесен пътник“ на 125-ата му година в Ривоче. 